# Энергетика Нижегородской области
Энергетика Нижегородской области — сектор экономики региона, обеспечивающий производство, транспортировку и сбыт электрической и тепловой энергии. По состоянию на начало 2020 года, на территории Нижегородской области эксплуатировались девять электростанций общей мощностью 2756,1 МВт, в том числе одна гидроэлектростанция и восемь тепловых электростанций. В 2019 году они произвели 9754,4 млн кВт·ч электроэнергии.

## История
Первая электростанция в Нижегородской области, которая одновременно стала и первой электростанцией России, была введена в эксплуатацию в 1876 году для энергоснабжения Сормовского завода (в то время находившемся на территории Балахнинского уезда), к 1897 году её мощность достигла 4050 кВт. В 1882 году электростанции заработали на заводе Курбатова и на Кулебакском металлическом заводе. В 1885 году была пущена электростанция, обеспечивавшая электроэнергией Нижегородскую ярмарку. В 1896 году в Нижнем Новгороде был пущен электрический трамвай, а также внедрено электрическое уличное освещение. Электроэнергию для этих нужд вырабатывали пять электростанций общего пользования. В 1917 году была пущена центральная электростанция мощностью 2000 кВт, обеспечивающая энергоснабжение насосной станции городского водопровода. Первые электростанции до революции появились и в регионах, в частности в Арзамасе, Выксе, Павлово, Балахне, селе Богородском.
В 1921 году у Балахны начинается строительство по плану ГОЭЛРО первой крупной электростанции региона — Нижегородской ГРЭС. Первый турбоагрегат мощностью 10 МВт этой станции был пущен в 1925 году, а в 1933 году Нижегородская ГРЭС вышла на проектную мощность 204 МВт, став одной из крупнейших электростанций страны. Изначально станция работала на торфе, являясь крупнейшей в мире электростанцией на этом виде топлива. После ряда модернизаций Нижегородская ГРЭС продолжает эксплуатироваться и в настоящее время. Одновременно со станцией велось строительство ряда линий электропередачи напряжением 110 кВ.
28 марта 1931 года было образовано районное энергетической управление (РЭУ) «Нижэнерго». В том же году было начато строительство ТЭЦ Горьковского автомобильного завода, в настоящее время известной как Автозаводская ТЭЦ. Сооружение станции велось чрезвычайно быстрыми темпами, она была введена в эксплуатацию (в части начала выработки тепла) уже 4 ноября 1931 года. В течение последующих двух лет было завершено строительство первой очереди станции, а во второй половине 1930-х годов была возведена вторая очередь. Впоследствии Автозаводская ТЭЦ неоднократно расширялась.
В 1936 году было начато строительство Игумновской ТЭЦ в Дзержинске, первый турбоагрегат новой станции, предназначенной для обеспечения электроэнергией предприятий химической промышленности, был пущен в 1939 году. В 1940 году после пуска второго турбоагрегата мощность станции достигла 50 МВт. Впоследствии Игумновская ТЭЦ неоднократно модернизировалась и прекратила выработку электроэнергии в 2012 году, перейдя в режим котельной.
К 1941 году энергетика региона являлась, по тогдашним меркам, хорошо развитой — в состав энергосистемы входили три электростанции и электрические сети в составе 36 подстанций напряжением 35-110 кВ, 583 км линий электропередачи напряжением 110 кВ и 309 км линий напряжением 35 кВ.
В послевоенные годы активное развитие энергетики Нижегородской (тогда — Горьковской) области продолжилось. В 1951 году была пущена Саровская ТЭЦ, предназначенная для энергоснабжения объектов по разработке и производству ядерного оружия. В 1948 году было начато строительство Нижегородской (тогда — Горьковской) ГЭС, её первый гидроагрегат был пущен в 1955 году, на полную мощность станция была выведена в 1956 году. Одновременно велось строительство небольших электростанций в сельских районах; одна из них, введенная в эксплуатацию в 1951 году Ичалковская ГЭС мощностью 264 кВт, работала до 2016 года.
В 1952 году было начато строительство Новогорьковской ТЭЦ, предназначенной для энергоснабжения нефтеперерабатывающего завода, а также быстрорастущего города Кстово. Первый турбоагрегат новой станции был пущен в 1956 году, а в 1968 году была введена в эксплуатацию вторая очередь станции. В 1956 году было начато возведение крупнейшей электростанции региона, Дзержинской ТЭЦ, обеспечивающей энергоснабжение Дзержинского промышленного узла. Её первый турбоагрегат мощностью 65 МВт был пущен в 1961 году, в дальнейшем станция неоднократно расширялась. Одновременно велась активная работа по подключению к централизованному энергоснабжению сельских районов, которая была завершена в 1969 году.
В 1968 году для обеспечения растущих потребностей Нижнего Новгорода в электрической и тепловой энергии было начато строительство Сормовской ТЭЦ, первый турбоагрегат новой станции был пущен в 1974 году, в 1978—1981 годах была введена в эксплуатацию вторая очередь.
В 1982 году вблизи Нижнего Новгорода было начато строительство Горьковской АСТ — первой в СССР атомной станции теплоснабжения. Но вследствие аварии на Чернобыльской АЭС строительство Горьковской АСТ стало вызывать активные протесты населения, в результате в 1990 году сооружение станции было прекращено в высокой степени готовности (по зданию — 85 %, по монтажу оборудования — 70 %). Возможность завершения строительства станции не рассматривается.
В 2005 году на Дзержинской ТЭЦ была введена в эксплуатацию парогазовая установка, в 2014 году Новогорьковская ТЭЦ была трансформирована в парогазовую электростанцию путём надстройки существующего паротурбинного оборудования газотурбинными установками с котлами-утилизаторами. В 2019 году начата реализация проекта замены всех гидроагрегатов Нижегородской ГЭС. В перспективе возможно строительство новой Нижегородской АЭС в Навашинском районе, проект станции был завершен в 2014 году, но по состоянию на 2020 год начало возведения станции отложено на неопределённый срок.

## Генерация электроэнергии
По состоянию на начало 2020 года, на территории Нижегородской области эксплуатировались 9 электростанций общей мощностью 2756,1 МВт. В их числе одна гидроэлектростанция — Нижегородская ГЭС и восемь тепловых электростанций — Дзержинская ТЭЦ, Новогорьковская ТЭЦ, Сормовская ТЭЦ, Автозаводская ТЭЦ, Нижегородская ГРЭС им. А. В. Винтера, Саровская ТЭЦ, ТЭЦ ФКП «Завод имени Я. М. Свердлова» и ГПЭС ОАО «Инженерный центр».

### Нижегородская ГЭС
Расположена у г. Заволжье, на реке Волге. Гидроагрегаты станции введены в эксплуатацию в 1955—1956 годах. Установленная мощность станции — 523 МВт, фактическая выработка электроэнергии в 2019 году — 1772,6 млн кВт·ч. В здании ГЭС установлены 8 гидроагрегатов, из них 7 мощностью по 65 МВт, и один — 68 МВт. Является филиалом ПАО «РусГидро».

### Дзержинская ТЭЦ
Расположена в г. Дзержинске, основной источник теплоснабжения города. Крупнейшая электростанция региона. Паротурбинная теплоэлектроцентраль смешанной конструкции (паротурбинная часть и парогазовый энергоблок), в качестве топлива использует природный газ. Турбоагрегаты станции введены в эксплуатацию в 1961—2006 годах. Установленная электрическая мощность станции — 565 МВт, тепловая мощность — 1334 Гкал/час. Оборудование станции включает в себя паротурбинную часть в составе четырёх турбоагрегатов, мощностью 60 МВт, 80 МВт, 110 МВт и 135 МВт соответственно, шесть котлоагрегатов и два водогрейных котла, и парогазовый энергоблок в составе газотурбинной установки мощностью 150 МВт, паротурбинной установки мощностью 30 МВт и котла-утилизатора Принадлежит ПАО «Т Плюс».

### Новогорьковская ТЭЦ
Расположена в г. Кстово, основной источник теплоснабжения города. По конструкции представляет собой парогазовую теплоэлектроцентраль (ПГУ-ТЭЦ), созданную путём надстройки газовыми турбинами паротурбинной ТЭЦ с поперечными связями. В качестве топлива использует природный газ. Турбоагрегаты станции введены в эксплуатацию в 1990—2014 годах, при этом сама станция пущена в 1956 году. Установленная электрическая мощность станции — 557 МВт, тепловая мощность — 731 Гкал/час. Фактическая выработка электроэнергии в 2019 году — 2810,5 млн кВт·ч. Оборудование станции включает в себя два турбоагрегата, мощностью 65 МВт и 140 МВт, две газотурбинные установки мощностью 175,8 МВт и 176,2 МВт, три котлоагрегата и два котла-утилизатора. Принадлежит ПАО «Т Плюс».

### Сормовская ТЭЦ
Расположена в г. Нижний Новгород, один из источников теплоснабжения города. Паротурбинная теплоэлектроцентраль. В качестве топлива использует природный газ. Турбоагрегаты станции введены в эксплуатацию в 1974—1981 годах. Установленная электрическая мощность станции — 350 МВт, тепловая мощность — 646 Гкал/час. Фактическая выработка электроэнергии в 2019 году — 737,7 млн кВт·ч. Оборудование станции включает в себя четыре турбоагрегата, два мощностью по 65 МВт и два по 110 МВт, а также четыре котлоагрегата. Принадлежит ПАО «Т Плюс».

### Автозаводская ТЭЦ
Расположена в г. Нижний Новгород, один из источников теплоснабжения города. Паротурбинная теплоэлектроцентраль, одна из старейших электростанций региона. В качестве топлива использует природный газ. Турбоагрегаты станции введены в эксплуатацию в 1952—1978 годах, при этом сама станция пущена в 1931 году. Установленная электрическая мощность станции — 505 МВт, тепловая мощность — 1866 Гкал/час. Фактическая выработка электроэнергии в 2019 году — 1600,5 млн кВт·ч. Оборудование станции включает в себя 8 турбоагрегатов, из них два мощностью по 25 МВт, три по 60 МВт и три по 100 МВт. Также имеется 11 котлоагрегатов и 8 водогрейных котлов. Принадлежит ООО «Автозаводская ТЭЦ» (входит в группу Евросибэнерго).

### Нижегородская ГРЭС им. А. В. Винтера
Расположена в г. Балахна, основной источник теплоснабжения города, также обеспечивает энергоснабжение бумажного комбината «Волга». Старейшая ныне действующая электростанция Нижегородской области. Паротурбинная теплоэлектроцентраль, в качестве топлива использует природный газ. Турбоагрегаты станции введены в эксплуатацию в 1968—1983 годах, при этом сама станция пущена в 1925 году. Установленная электрическая мощность станции — 112 МВт, тепловая мощность — 438 Гкал/час. Оборудование станции включает в себя 2 турбоагрегата, мощностью 32 МВт и 80 МВт. Также имеется 5 котлоагрегатов и 2 водогрейных котла. Принадлежит АО «Волга».

### Саровская ТЭЦ
Расположена в г. Сарове, основной источник теплоснабжения города, также обеспечивает энергоснабжение РФЯЦ-ВНИИЭФ. Паротурбинная теплоэлектроцентраль, в качестве топлива использует природный газ. Турбоагрегаты станции введены в эксплуатацию в 1961—2020 годах, при этом сама станция пущена в 1951 году. Установленная электрическая мощность станции — 106,573 МВт, тепловая мощность — 725 Гкал/час. Оборудование станции включает в себя 4 турбоагрегата, мощностью 25 МВт, 25,743 МВт, 25,83 МВт и 30 МВт соответственно. Также имеется 9 котлоагрегатов и 3 водогрейных котла. Принадлежит АО «Саровская Генерирующая Компания» (входит в концерн Росатом).

### ТЭЦ ФКП «Завод имени Я. М. Свердлова»
Расположена в г. Дзержинске, обеспечивает энергоснабжение завода имени Я. М. Свердлова (блок-станция). Паротурбинная теплоэлектроцентраль, в качестве топлива использует природный газ. Установленная электрическая мощность станции — 36 МВт. Оборудование станции включает в себя три турбоагрегата мощностью по 12 МВт. Эксплуатируется ФКП «Завод им. Я. М. Свердлова».

### ГПЭС ООО «Инженерный центр»
Расположена в г. Бор, один из источников теплоснабжения города (район пос. Октябрьский). Газопоршневая когенерационная установка, в качестве топлива использует природный газ. Введена в эксплуатацию в 2007 году. Установленная электрическая мощность станции — 1,546 МВт, тепловая мощность — 10,1 Гкал/час. Оборудование станции включает в себя один газопоршневый агрегат с модулем утилизации тепла и два водогрейных котла.

## Потребление электроэнергии
Потребление электроэнергии в Нижегородской области (с учётом потребления на собственные нужды электростанций и потерь в сетях) в 2019 году составило 20 897,6 млн кВт·ч, максимум нагрузки — 3331 МВт. Таким образом, Нижегородская область является энергодефицитным регионом по электроэнергии и мощности, дефицит восполняется перетоками из других регионов (в основном, из энергосистем Костромской, Ульяновской областей и Чувашии). В структуре энергопотребления лидируют обрабатывающие производства — 27 %, доля транспорта и связи составляет 15,8 %, потребление населения — 13,7 %. Функции гарантирующего поставщика электроэнергии выполняют ПАО «ТНС энерго Нижний Новгород» и АО «Волгаэнергосбыт».

## Электросетевой комплекс
Энергосистема Нижегородской области входит в ЕЭС России, являясь частью Объединённой энергосистемы Средней Волги, находится в операционной зоне филиала АО «СО ЕЭС» — «Региональное диспетчерское управление энергосистем Нижегородской области, Республики Марий Эл и Чувашской Республики — Чувашии» (Нижегородское РДУ). Энергосистема региона связана с энергосистемами Владимирской области по двум ВЛ 500 кВ, одной ВЛ 220 кВ, шести ВЛ 110 кВ и одной ВЛ 35 кВ, Ивановской области по двум ВЛ 110 кВ, Рязанской области по одной ВЛ 220 кВ и одной ВЛ 10 кВ, Костромской области по двум ВЛ 500 кВ, одной ВЛ 220 кВ и одной ВЛ 35 кВ, Мордовии по двум ВЛ 220 кВ, четырём ВЛ 110 кВ и одной ВЛ 35 кВ, Марий Эл по двум ВЛ 110 кВ и трём ВЛ 35 кВ, Чувашии по одной ВЛ 500 кВ, двум ВЛ 110 кВ и одной ВЛ 35 кВ, Ульяновской области по двум ВЛ 500 кВ, Кировской области по двум ВЛ 110 кВ и одной ВЛ 10 кВ.
Общая протяженность линий электропередачи составляет 72 665,3 км, в том числе линий электропередач напряжением 500 кВ — 791,1 км, 220 кВ — 1850,1 км, 110 кВ — 5435,7 км, 35 кВ — 3064,3 км, 6-20 кВ — 29341 км, 0,4 кВ — 32184,3 км. Магистральные линии электропередачи напряжением 220—500 кВ эксплуатируются филиалом ПАО «ФСК ЕЭС» — Нижегородское ПМЭС, распределительные сети напряжением 110 кВ и менее — филиалом ПАО «МРСК Центра и Поволжья» — «Нижновэнерго» (в основном) и территориальными сетевыми организациями (более 40).